# Krzysztof Żuk

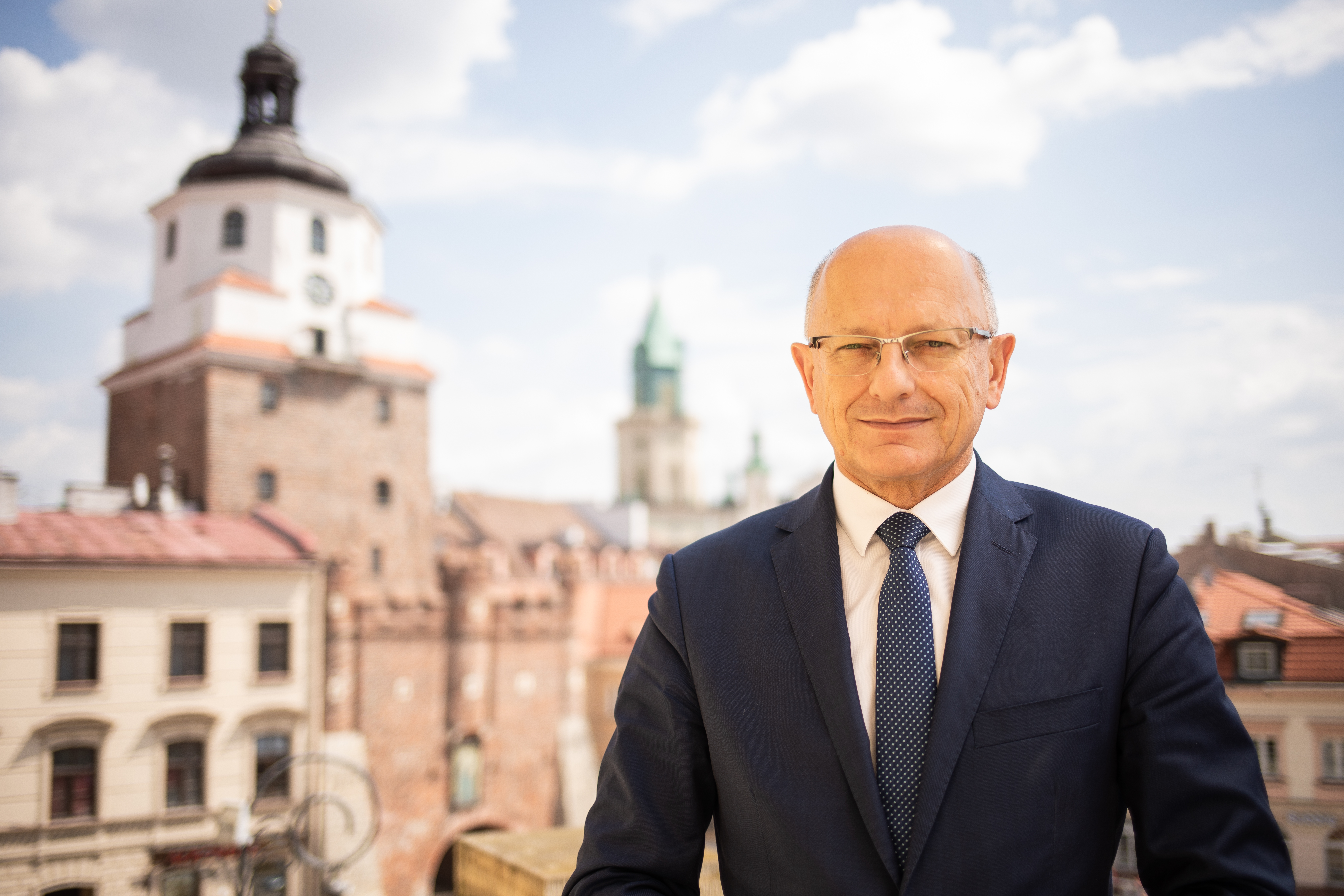
Krzysztof Żuk (2018)

Krzysztof Jan Żuk (* 21. Juni 1957 in Krasnystaw) ist ein polnischer Politiker (KLD, UW, PO) und seit 2010 Stadtpräsident von Lublin. Von 2007 bis 2009 war er Staatssekretär im polnischen Finanzministerium.

## Leben und Beruf
Żuk legte sein Abitur auf dem 1. Lyzeum in Świdnik ab. Anschließend studierte er an der Maria-Curie-Skłodowska-Universität in Lublin Wirtschaftswissenschaften mit einer Spezialisierung auf politische Ökonomie. Er wurde mit einer Arbeit über „Eigentumsformen von Produktionsmitteln in der polnischen Wirtschaft und ihre sozioökonomischen Funktionen“ promoviert. Er wurde Assistenzprofessor an der wirtschaftswissenschaftlichen Fakultät der Universität und an der Lubliner Hochschule für Wirtschaft und Innovation. 1996 wurde er Direktor der Außenstelle Lublin des Finanzministeriums.

## Politik
Żuk schloss sich zunächst dem Kongres Liberalno-Demokratyczny an und war von 1990 bis 1996 Vorsitzender des Stadtrats von Świdnik. Durch die Fusion der KLD mit der Unia Demokratyczna kam er 1994 zum Fusionsprodukt Unia Wolności. Nachdem er 2006/07 kurzfristig stellvertretender Stadtpräsident von Lublin war, wurde er zum Staatssekretär im Finanzministerium ernannt, ein Amt, das er bis 2009 innehatte. Im März 2010 trat er der Platforma Obywatelska bei, der er seither angehört. Bei den Selbstverwaltungswahlen 2010 kandidierte er für die Nachfolge von Adam Wasilewski, der nicht mehr kandidierte, als Stadtpräsident von Lublin und konnte sich in der Stichwahl mit 54,6 % der Stimmen gegen den PiS-Kandidaten Lech Sprawka durchsetzen. 2014 gelang ihm die Wiederwahl trotz vier Gegenkandidaten gleich im ersten Wahlgang mit 60,1 % der Stimmen. 2016 beantragte die Zentrale Antikorruptionsbehörde, Żuk aus dem Amt zu entfernen, weil er 2014 bis 2016 dem Aufsichtsrat der Lebensversicherung PZU Życie angehört hatte, was der Woiwode der Woiwodschaft Lublin Przemysław Czarnek (PiS) im Februar 2017 auch tat. Żuk klagte zwar gegen die Amtsenthebung, aber das Oberste polnische Verwaltungsgericht bestätigte die Entscheidung des Woiwoden 2019 als rechtsmäßig. Trotz dieser Affäre wurde Żuk, der seit 2017 auch Vorsitzender der PO in der Woiwodschaft Lublin ist, bei den Selbstverwaltungswahlen 2018 bereits im ersten Wahlgang mit 62,3 % der Stimmen im ersten Wahlgang gegen fünf Gegenkandidaten wiedergewählt. Er kandidierte diesmal für ein überparteiliches Wahlkomitee, das außer von der PO auch von der liberalen Nowoczesna, der bäuerlichen PSL, der linken SLD und lokalen Initiativen gebildet worden war. Auch bei den Selbstverwaltungswahlen 2024 trat er für sein überparteiliches Wahlkomitee an und wurde mit 57,5 % der Stimmen erneut bereits im ersten Wahlgang wiedergewählt.

## Ehrungen
- 2004: Ritterkreuz des Ordens Polonia Restituta
- 2021: Silbernes Verdienstkreuz der Republik Polen
- 2015: Ehrenabzeichen für Verdienste um die Kommunalverwaltung
- 2020: Verdienstorden der Ukraine III-Klasse